# Syrena (киностудия)
Творческое объединение «Сирена» (пол. Zespół Filmowy „Syrena”) — польская киностудия, существовавшая с 1955 по 1968 год.

## История
Киностудия создана 1 мая 1955 года, ликвидированная 30 апреля 1968 года. Художественными руководителями были: Ежи Зажицкий (1955—1961), Станислав Воль (1961—1968). Литературными руководителями объединения были: Ежи Анджеевский (1955—1961) и Ежи Помяновский (1961—1968).

## Известные фильмы киностудии «Сирена»
- 1957 — «Ева хочет спать» / «Ewa chce spać»
- 1958 — «Послесвадебная ночь» / «Noc poślubna»
- 1958 — «Прощания» / «Pożegnania»
- 1958 — «Солдат королевы Мадагаскара» / «Żołnierz królowej Madagaskaru»
- 1959 — «Белый медведь» / «Biały niedźwiedź»
- 1961 — «Визит президента» / «Odwiedziny prezydenta»
- 1961 — «Сусанна и парни» / «Zuzanna i chłopcy»
- 1962 — «И ты останешься индейцем» / «I ty zostaniesz indianinem»
- 1962 — «О тех, кто украл Луну» / «O dwóch takich, co ukradli księżyc»
- 1963 — «Особняк на Зелёной» / «Ostatni kurs»
- 1964 — «Приданое» / «Wiano»
- 1964 — «Встреча со шпионом» / «Spotkanie ze szpiegiem»
- 1964 — «Жизнь ещё раз» / «Życie raz jeszcze»
- 1965 — «Вальковер» / «Walkower»
- 1965-1966 — «Домашняя война» / «Wojna domowa» (телесериал)
- 1966 — «Лекарство от любви» / «Lekarstwo na miłość»
- 1966 — «Потом наступит тишина» / «Potem nastąpi cisza»
- 1966-1969 — «Четыре танкиста и собака» / «Czterej pancerni i pies» (телесериал)
- 1967 — «Худой и другие» / «Chudy i inni»
- 1967 — «Стена ведьм» / «Ściana czarownic»
- 1967 — «Йовита» / «Jowita»
- 1967 — «Руки вверх» / «Ręce do góry»
- 1967-1968 — «Ставка больше, чем жизнь» / «Stawka większa niż życie» (телесериал)
- 1968 — «Дансинг в ставке Гитлера» / «Dancing w kwaterze Hitlera»